# Festival di Cannes 2000
La 53ª edizione del Festival di Cannes si è svolta a Cannes dal 10 al 21 maggio 2000.
La giuria presieduta dal regista francese Luc Besson ha assegnato la Palma d'oro per il miglior film a Dancer in the Dark di Lars von Trier.

## Selezione ufficiale

### Concorso
- Canzoni del secondo piano (Sånger från andra våningen), regia di Roy Andersson (Svezia/Norvegia/Danimarca)
- Eureka (Yurîka), regia di Shinji Aoyama (Francia/Giappone)
- Les Destinées sentimentales, regia di Olivier Assayas (Francia/Svizzera)
- Fratello, dove sei? (O Brother, Where Art Thou?), regia di Joel Coen (Gran Bretagna/Francia/USA)
- Esther Kahn, regia di Arnaud Desplechin (Francia/Gran Bretagna)
- Kippur, regia di Amos Gitai (Israele/Francia)
- The Yards, regia di James Gray (USA)
- Estorvo, regia di Ruy Guerra (Brasile/Cuba/Portogallo)
- Storie (Code inconnu), regia di Michael Haneke (Francia/Germania/Romania)
- Chunhyangdyeon, regia di Im Kwon-taek (Corea del Sud)
- The Golden Bowl, regia di James Ivory (Francia/Gran Bretagna/USA)
- Fast Food, Fast Women, regia di Amos Kollek (USA/Francia/Italia)
- Betty Love (Nurse Betty), regia di Neil LaBute (Germania/USA)
- Bread and Roses, regia di Ken Loach (Gran Bretagna/Francia/Germania/Spagna/Italia/Svizzera)
- Le nozze (Svadba), regia di Pavel Lungin (Francia/Russia/Germania)
- Lavagne (Takhté siah), regia di Samira Makhmalbaf (Iran/Italia/Giappone)
- Harry, un amico vero (Harry un ami qui vous veut du bien), regia di Dominik Moll (Francia)
- Tabù - Gohatto (Gohatto), regia di Nagisa Ōshima (Francia/Gran Bretagna/Giappone)
- L'infedele (Trolösa), regia di Liv Ullmann (Svezia/Italia/Germania/Finlandia/Norvegia)
- Dancer in the Dark, regia di Lars von Trier (Danimarca/Germania/Paesi Bassi/Italia/USA/Gran Bretagna/Francia/Svezia/Finlandia/Islanda/Norvegia)
- Guizi Lai Le, regia di Wen Jiang (Cina)
- In the Mood for Love (Fa yeung nin wa), regia di Wong Kar-wai (Hong Kong/Francia)
- Yi Yi - e uno... e due... (Yi yi), regia di Edward Yang (Taiwan/Giappone)

### Fuori concorso
- Stardom, regia di Denys Arcand (Francia/Canada)
- Requiem for a Dream, regia di Darren Aronofsky (USA)
- Mission to Mars, regia di Brian De Palma (USA)
- Under Suspicion, regia di Stephen Hopkins (Francia/USA)
- Ap'rili, regia di Otar Ioseliani (1961) (Unione Sovietica)
- Vatel, regia di Roland Joffé (Francia/Gran Bretagna/Belgio)
- A Conversation with Gregory Peck, regia di Barbara Kopple (USA)
- La tigre e il dragone (Wo hu cang long), regia di Ang Lee (Taiwan/Hong Kong/USA/Cina)
- Honest, regia di David A. Stewart (Gran Bretagna)
- La vita è un raccolto (Les glaneurs et la glaneuse), regia di Agnès Varda (Francia)
- A morte Hollywood (Cecil B. DeMented), regia di John Waters (Francia/USA)

### Un Certain Regard
- Preferisco il rumore del mare, regia di Mimmo Calopresti (Italia/Francia)
- Famous, regia di Griffin Dunne (USA)
- Le premier du nom, regia di Sabine Franel (Francia/Svizzera)
- Le cose che so di lei (Things You Can Tell Just by Looking at Her), regia di Rodrigo García (USA)
- Oh! Soo-jung, regia di Hong Sang-soo (Corea del Sud)
- Sognando l'Africa (I Dreamed of Africa), regia di Hugh Hudson (USA)
- Wild Blue, notes à quelques voix, regia di Thierry Knauff e Antoine-Marie Meert (Belgio)
- Il re è vivo (The King Is Alive), regia di Kristian Levring (Svezia/Danimarca/USA)
- Terra del fuoco (Tierra del fuego), regia di Miguel Littín (Spagna/Italia/Cile)
- Jacky, regia di Brat Ljatifi e Fow Pyng Hu (Paesi Bassi)
- Saint-Cyr, regia di Patricia Mazuy (Francia/Germania/Belgio)
- Capitani d'aprile (Capitães de Abril), regia di Maria de Medeiros (Spagna/Italia/Francia/Portogallo)
- Así es la vida - Questa è la vita (Así es la vida), regia di Arturo Ripstein (Messico/Spagna/Francia)
- Abschied, regia di Jan Schütte (Germania/Polonia)
- Lista d'attesa (Lista de espera), regia di Juan Carlos Tabío (Spagna/Cuba/Francia/Messico/Germania)
- Nichiyobi wa owaranai, regia di Takahashi Yoichiro (Giappone)
- Mawsim al-rijāl, regia di Moufida Tlatli (Tunisia/Francia)
- Per incanto o per delizia (Woman on Top), regia di Fina Torres (USA)
- Solstizio d'estate (Mua he chieu thang dung), regia di Tran Anh Hung (Vietnam/Francia/Germania)
- Lost Killers, regia di Dito Tsintsadze (Germania)
- Una sposa per tre (Eu Tu Eles), regia di Andrucha Waddington (Brasile)
- Djomeh, regia di Hassan Yektapanah (Francia/Iran)

## Settimana internazionale della critica
- Xiao bai wu jin ji, regia di Vivian Chang (Taiwan)
- Krámpack, regia di Cesc Gay (Spagna)
- Amores perros, regia di Alejandro González Iñárritu (Messico)
- Haepi-endeu, regia di Ji Woo Chung (Corea del Sud)
- De l'histoire ancienne, regia di Orso Miret (Francia)
- Good Housekeeping, regia di Frank Novak (USA)
- Les autres filles, regia di Caroline Vignal (Francia)

## Quinzaine des Réalisateurs
- La captive, regia di Chantal Akerman (Francia/Belgio)
- Downtown 81, regia di Edo Bertoglio (USA)
- Billy Elliot, regia di Stephen Daldry (Gran Bretagna/Francia)
- Les fantômes des Trois Madeleine, regia di Guylaine Dionne (Canada)
- Cuba feliz, regia di Karim Dridi (Francia/Cuba)
- 27 baci perduti (27 Missing Kisses), regia di Nana Džordžadze (Germania/Georgia/Gran Bretagna/Francia)
- Il tempo dei cavalli ubriachi (Zamani barayé masti asbha), regia di Bahman Ghobadi (Iran)
- Mallboy, regia di Vincent Giarrusso (Australia)
- Prenditi un sogno (Purely Belter), regia di Mark Herman (Gran Bretagna)
- Fate come se non ci fossi (Faites comme si je n'étais pas là), regia di Olivier Jahan (Francia)
- Some Voices, regia di Simon Cellan Jones (Gran Bretagna)
- Koroshi, regia di Masahiro Kobayashi (Giappone)
- Girlfight, regia di Karyn Kusama (USA)
- L'affaire Marcorelle, regia di Serge Le Péron (Francia)
- Bakha satang, regia di Chang-dong Lee (Corea del Sud/Giappone)
- L'ombra del vampiro (Shadow of the Vampire), regia di E. Elias Merhige (Gran Bretagna/USA/Lussemburgo)
- Tout va bien, on s'en va, regia di Claude Mouriéras (Francia)
- Lumumba, regia di Raoul Peck (Francia/Belgio/Germania/Haiti)
- La chambre obscure, regia di Marie-Christine Questerbert (Francia/Lussemburgo/Canada/Italia)
- Die unberührbare, regia di Oskar Roehler (Germania)
- Pane e tulipani, regia di Silvio Soldini (Italia/Svizzera)
- Le armonie di Werckmeister (Werckmeister harmóniák), regia di Béla Tarr (Ungheria/Germania/Italia/Francia)
- Petite chérie, regia di Anne Villacèque (Francia)
- Il segreto (Le Secret), regia di Virginie Wagon (Francia)

## Giurie

### Concorso
- Luc Besson, regista (Francia) - presidente
- Jonathan Demme, regista (USA)
- Nicole Garcia, attrice (Francia)
- Jeremy Irons, attore (Gran Bretagna)
- Mario Martone, regista (Italia)
- Patrick Modiano (Francia)
- Arundhati Roy, scrittrice (India)
- Aitana Sánchez-Gijón, attrice (Spagna)
- Kristin Scott Thomas, attrice (Gran Bretagna)
- Barbara Sukowa, attrice (Germania)

### Caméra d'or
- Otar Iosseliani, regista (Georgia) - presidente
- Sólveig Anspach, regista (Francia)
- Giorgos Arvanitis, direttore della fotografia (Grecia)
- Fabienne Bradfer, critico
- Martial Knaebel, critico
- Eric Moulin
- Céline Panzolini, critico
- Caroline Vie-Toussaint, critico

## Palmarès
- Palma d'oro: Dancer in the Dark, regia di Lars von Trier (Danimarca/Germania/Paesi Bassi/Italia/USA/Gran Bretagna/Francia/Svezia/Finlandia/Islanda/Norvegia)
- Grand Prix Speciale della Giuria: Guizi Lai Le, regia di Wen Jiang (Cina)
- Premio della giuria: Sånger från andra våningen, regia di Roy Andersson (Svezia/Norvegia/Danimarca) ex aequo Lavagne (Takhté siah), regia di Samira Makhmalbaf (Iran/Italia/Giappone)
- Prix d'interprétation féminine: Björk - Dancer in the Dark, regia di Lars von Trier (Danimarca/Germania/Paesi Bassi/Italia/USA/Gran Bretagna/Francia/Svezia/Finlandia/Islanda/Norvegia)
- Prix d'interprétation masculine: Tony Leung Chiu-Wai - In the Mood for Love (Fa yeung nin wa), regia di Wong Kar-wai (Hong Kong/Francia)
- Prix de la mise en scène: Edward Yang - Yi Yi - e uno... e due... (Yi yi) (Taiwan/Giappone)
- Prix du scénario: James Flamberg e John C. Richards - Betty Love (Nurse Betty), regia di Neil LaBute (Germania/USA)
- Grand Prix tecnico: Christopher Doyle, Pin Bing Lee e William Chang - In the Mood for Love (Fa yeung nin wa), regia di Wong Kar-wai (Hong Kong/Francia)
- Caméra d'or: Djomeh, regia di Hassan Yektapanah (Francia/Iran) ex aequo Il tempo dei cavalli ubriachi (Zamani barayé masti asbha), regia di Bahman Ghobadi (Iran)
- Premio Un Certain Regard: Le cose che so di lei (Things You Can Tell Just by Looking at Her), regia di Rodrigo García (USA)
  - Premio Un Certain Regard - Menzione speciale: Una sposa per tre (Eu Tu Eles), regia di Andrucha Waddington (Brasile)
- Gran Premio della Settimana della Critica: Amores perros, regia di Alejandro González Iñárritu (Messico)
- Premio FIPRESCI:
  - Selezione ufficiale: Yurîka, regia di Shinji Aoyama (Francia/Giappone)
  - Sezioni parallele: Il tempo dei cavalli ubriachi (Zamani barayé masti asbha), regia di Bahman Ghobadi (Iran)
- Premio della giuria ecumenica: Yurîka, regia di Shinji Aoyama (Francia/Giappone)